# Alberto Híjar Serrano
Alberto Híjar Serrano (Ciudad de México, 1935) es un teórico marxista y crítico de arte mexicano, cuyo trabajo se ha destacado en la historiografía del arte y la relación entre política y arte.

## Biografía

### Estudios y trabajo académico
Alberto Híjar hizo las carreras de ciencias químicas y filosofía en la Universidad Nacional Autónoma de México de donde ha sido profesor y subdirector de Difusión Cultural. De joven Alberto Híjar se ganó la confianza de su maestro, el pintor David Alfaro Siqueiros, quien se convirtió en su heredero teórico, en relación con sus postulados históricos respecto al arte público. Siqueiros consideró que Híjar era la persona y el líder capaz de continuar su labor y de crear los espacios de construcción militante, artística y teórica para el futuro. 
Híjar se ha ligado tanto con las izquierdas históricas como con las izquierdas en el sentido amplio de la palabra: el movimiento gay (en una ocasión recibió una marcha del orgullo gay en el monumento denominado “Hemiciclo a Juárez”) y la defensa de los derechos de la mujer (como cuando denunció la golpiza que recibió Consuelo Olivas a manos de su esposo, alcalde de Mazatlán, el exlocutor Jorge Rodríguez Pasos). En su largo historial como luchador social destaca su pertenencia a los comités de solidaridad con Cuba, Vietnam, Nicaragua y El Salvador. Se ha desatacado su labor como profesor universitario, entre cuyos alumnos destaca quien es considerado por el gobierno mexicano como el subcomandante Marcos de quien fue tutor de investigación en sus años de estudiante de filosofía.

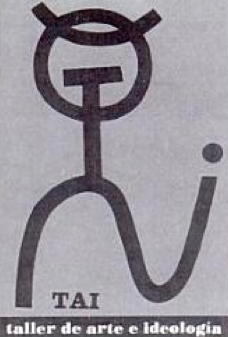
Logotipo del Taller de Arte e Ideología

### Taller de arte e ideología
En 1974, se funda en la Facultad de Filosofía y Letras, UNAM el Taller de Arte e Ideología (TAI), dentro del contexto del movimiento de los grupos artísticos que se había estado fraguando en esa década en México. El TAI se vinculó con la Sala de Arte Público Siqueiros.
El TAI fue un seminario en el que se impartían cursos de estética marxista, con la influencia de autores como Louis Althusser, Jean Baudrillard y Michel Foucault. Entre sus integrantes se encontraban Ana María Martínez de la Escalera, Adriana Contreras, Atilio Tuis, Felipe Leal, Andrés de Luna.
El mismo año se fundó un taller similar, el Taller de Arte y Comunicación (taco) de la Perra Brava, y al igual que TAI, representaban las inquietudes teóricas de los artistas mexicanos de esa época, quienes abogaban por un arte público y político.
Estas dos agrupaciones fueron, a su vez, fundadoras del Frente Mexicano de Grupos Trabajadores de la Cultura, quienes con Germinal, viajaron a Nicaragua creando brigadas culturales que promovieron la revolución sandinista.

## Publicaciones
- Pablo O'Higgins: Apuntes y dibujos de trabajadores. (Monterrey, 1987).
- Frentes, coaliciones y talleres: grupos visuales en México en el siglo XX. Casa Juan Pablos, Centro Cultural, 2007[4]